# Gjergj Xhuvani
Gjergj Xhuvani (Tirana, 1963. december 20. – Róma, Olaszország, 2019. augusztus 14.) albán filmrendező, forgatókönyvíró.

## Filmjei
- Bardh e zi (1991, rövidfilm, forgatókönyvíró is)
- E diela e fundit (1993, forgatókönyvíró is)
- Një ditë nga një jetë (1994, forgatókönyvíró, associate producer is)
- Utolsó szerelem (Dashuria e fundit) (1995, forgatókönyvíró is)
- Funeral Business (1999, rövidfilm, forgatókönyvíró, társproducer is)
- Jelszavak (Slogans) (2001, forgatókönyvíró is)
- I dashur armik (2004, forgatókönyvíró is)
- East, West, East: The Final Sprint (2009, forgatókönyvíró is)
- Ne kerkim te kujt (2012, tv-sorozat, forgatókönyvíró is)
- Engjejt jane larg (2017, forgatókönyvíró is)
- My lake (2019, forgatókönyvíró is)

## Díjai
- Cannes-i fesztivál
  - Ifjúság díja (Prix de la Jeunesse (2001, Jelszavak (Slogans) című filmért)
- Tokiói Nemzetközi Filmfesztivál
  - nagydíj és legjobb rendező (2001, Jelszavak (Slogans) című filmért)
- Tiranai Nemzetközi Filmfesztivál
- legjobb rendező (2009, East, West, East: The Final Sprint című filmért)